# Grünberg (Totes Gebirge)
Grünberg är ett berg i Österrike.   Det ligger i distriktet Gmunden och förbundslandet Oberösterreich, i den centrala delen av landet, 200 km väster om huvudstaden Wien. Toppen på Grünberg är 1 234 meter över havet.
Terrängen runt Grünberg är bergig västerut, men österut är den kuperad. Närmaste större samhälle är Ebensee, 8,3 km norr om Grünberg. 
Trakten runt Grünberg består i huvudsak av gräsmarker. Runt Grünberg är det ganska glesbefolkat, med 25 invånare per kvadratkilometer.